# به یاد حافظ
به یاد حافظ نام یک آلبوم موسیقی اثر فرامرز اصلانی، هنرمند ایرانی است که در سبک پاپ تهیه شده و دارای ۸ آهنگ است.
می‌توان گفت فضای کارها در این آلبوم مینیمالیستی است.

## فهرست آهنگ‌ها
| نام ترانه    | ترانه‌سرا | آهنگساز       | تنظیم         |
| ------------ | -------- | ------------- | ------------- |
| یاری اندر کس | حافظ     | فرامرز اصلانی | فرامرز اصلانی |
| معاشران      | حافظ     | فرامرز اصلانی | فرامرز اصلانی |
| زلف آشفته    | حافظ     | فرامرز اصلانی | فرامرز اصلانی |
| سینه مالامال | حافظ     | فرامرز اصلانی | فرامرز اصلانی |
| سحر با باد   | حافظ     | فرامرز اصلانی | فرامرز اصلانی |
| آهوی وحشی    | حافظ     | فرامرز اصلانی | فرامرز اصلانی |
| نگویید       | حافظ     | فرامرز اصلانی | فرامرز اصلانی |
| من ارزان     | حافظ     | فرامرز اصلانی | فرامرز اصلانی |